# Bergsjön, Uppland
Bergsjön är en sjö i Vallentuna kommun i Uppland och ingår i Åkerströms huvudavrinningsområde. Sjön har en area på 0,048 kvadratkilometer och ligger 44,1 meter över havet.

## Delavrinningsområde
Bergsjön ingår i det delavrinningsområde (661669-163750) som SMHI kallar för Nedlagd mätstation. Medelhöjden är 32 meter över havet och ytan är 18,08 kvadratkilometer. Det finns ett avrinningsområde uppströms, och räknas det in blir den ackumulerade arean 66,79 kvadratkilometer. Lillån som avvattnar avrinningsområdet har biflödesordning 2, vilket innebär att vattnet flödar genom totalt 2 vattendrag innan det når havet efter 22 kilometer. Avrinningsområdet består mestadels av skog (54 procent), öppen mark (10 procent) och jordbruk (32 procent). Avrinningsområdet har 0,05 kvadratkilometer vattenytor vilket ger det en sjöprocent på 0,3 procent. Bebyggelsen i området täcker en yta av 0,61 kvadratkilometer eller 3 procent av avrinningsområdet.